# Rondibilis lineata
Rondibilis lineata là một loài bọ cánh cứng trong họ Cerambycidae.